# Fresonara
Fresonara és un municipi situat al territori de la província d'Alessandria, a la regió del Piemont, (Itàlia).
Limita amb els municipis de Basaluzzo, Bosco Marengo i Predosa.

## Galeria fotogràfica

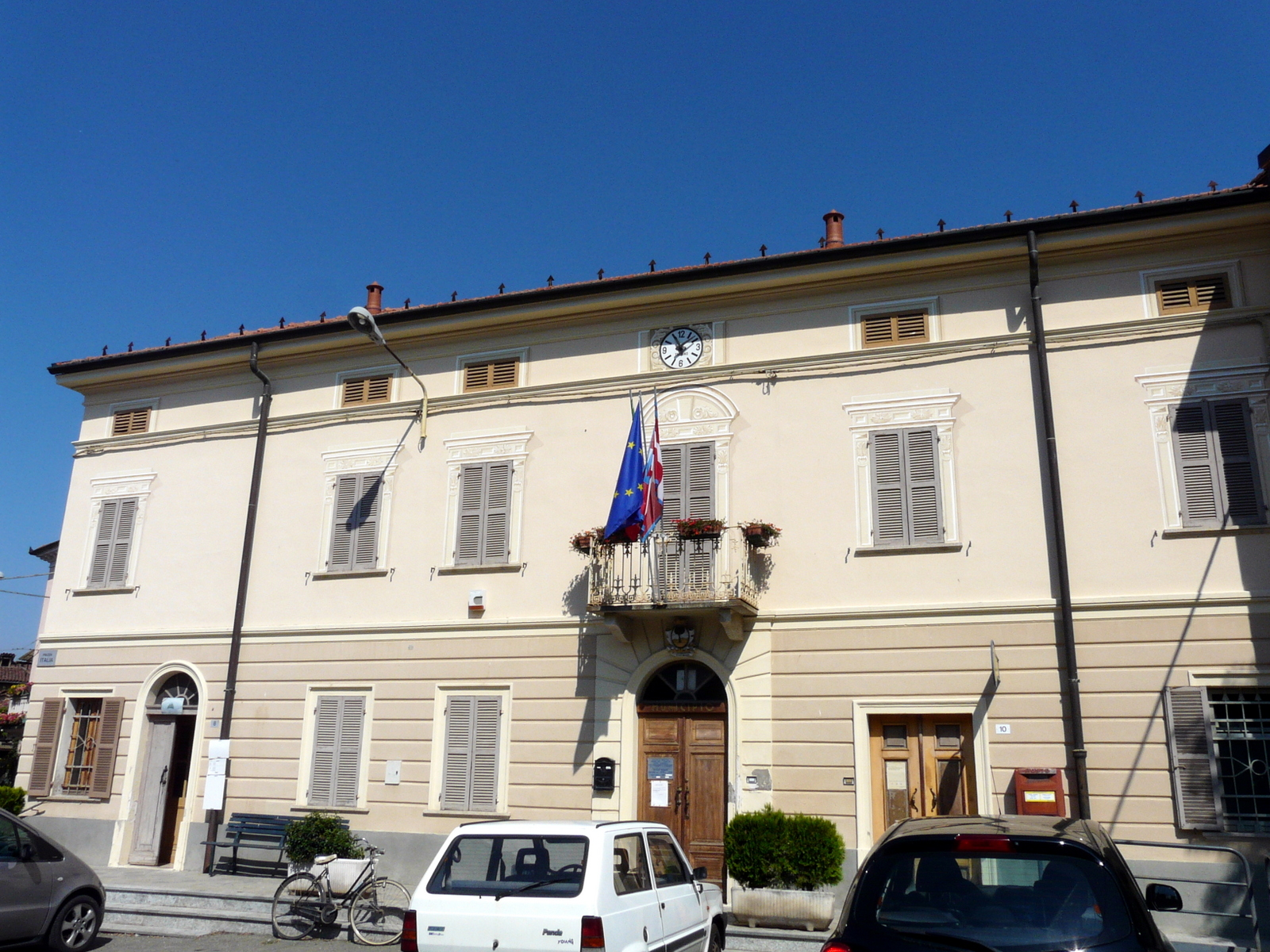
Ajuntament
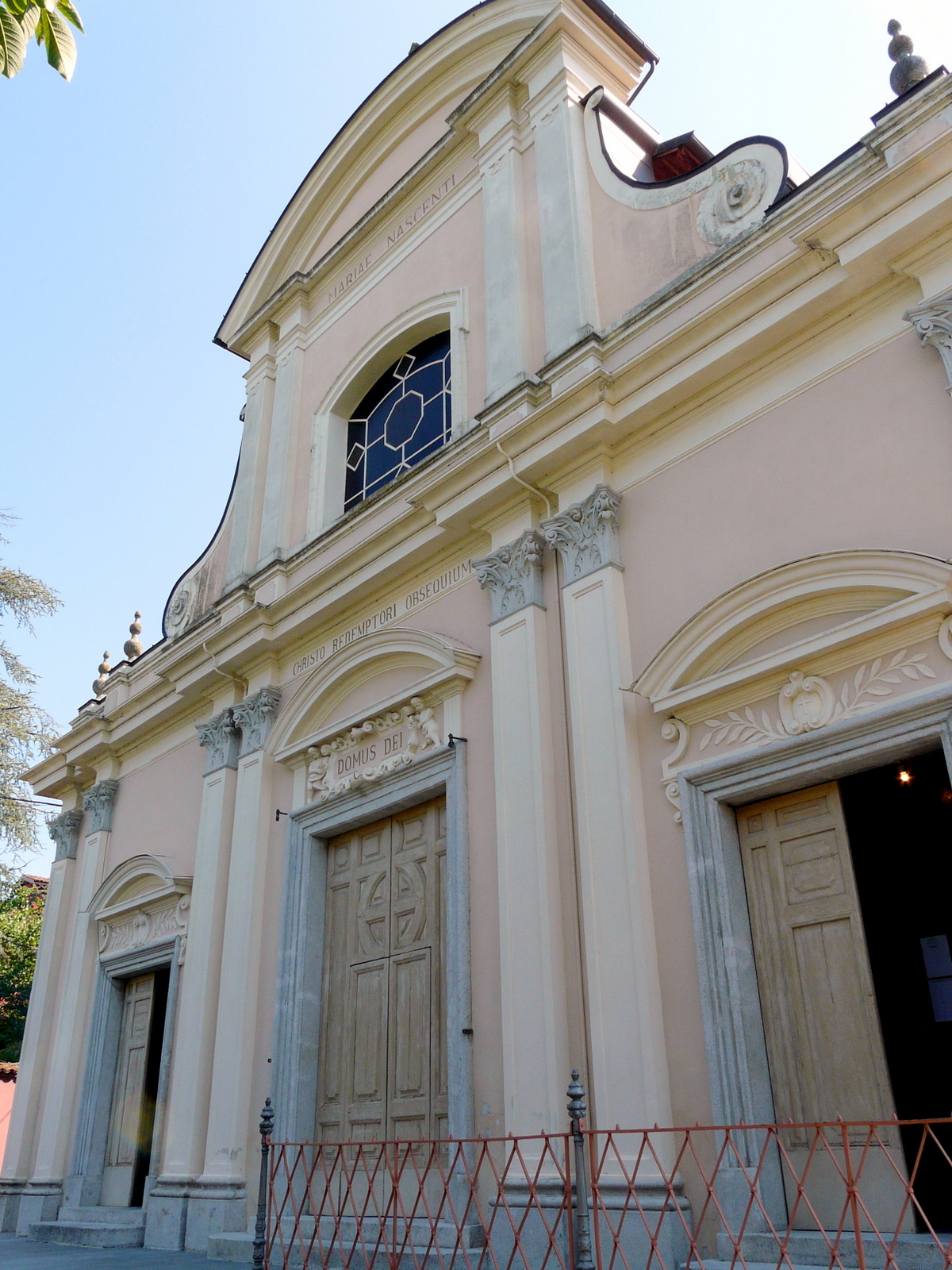
Façana de l'església
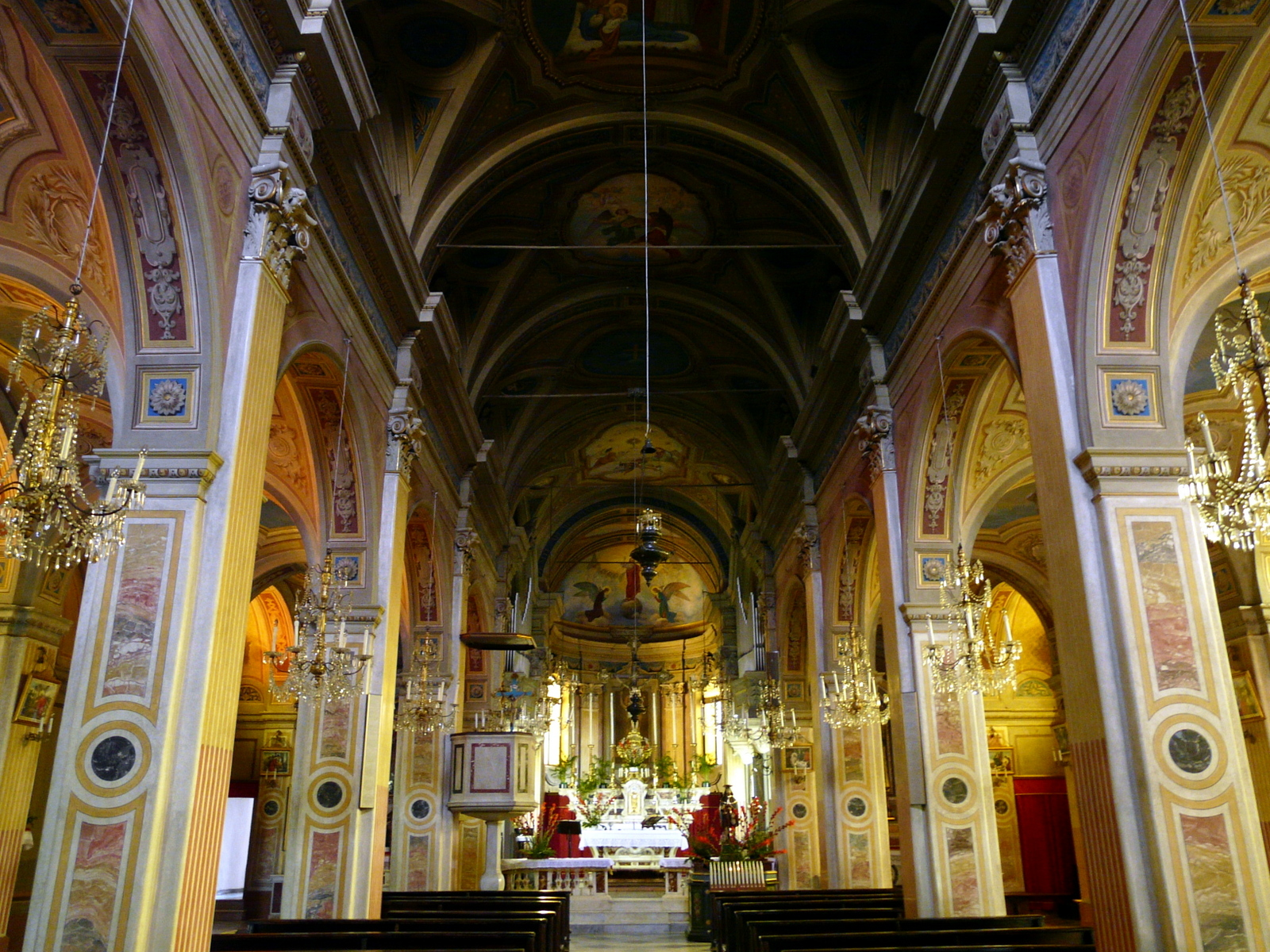
Nau central de l'església
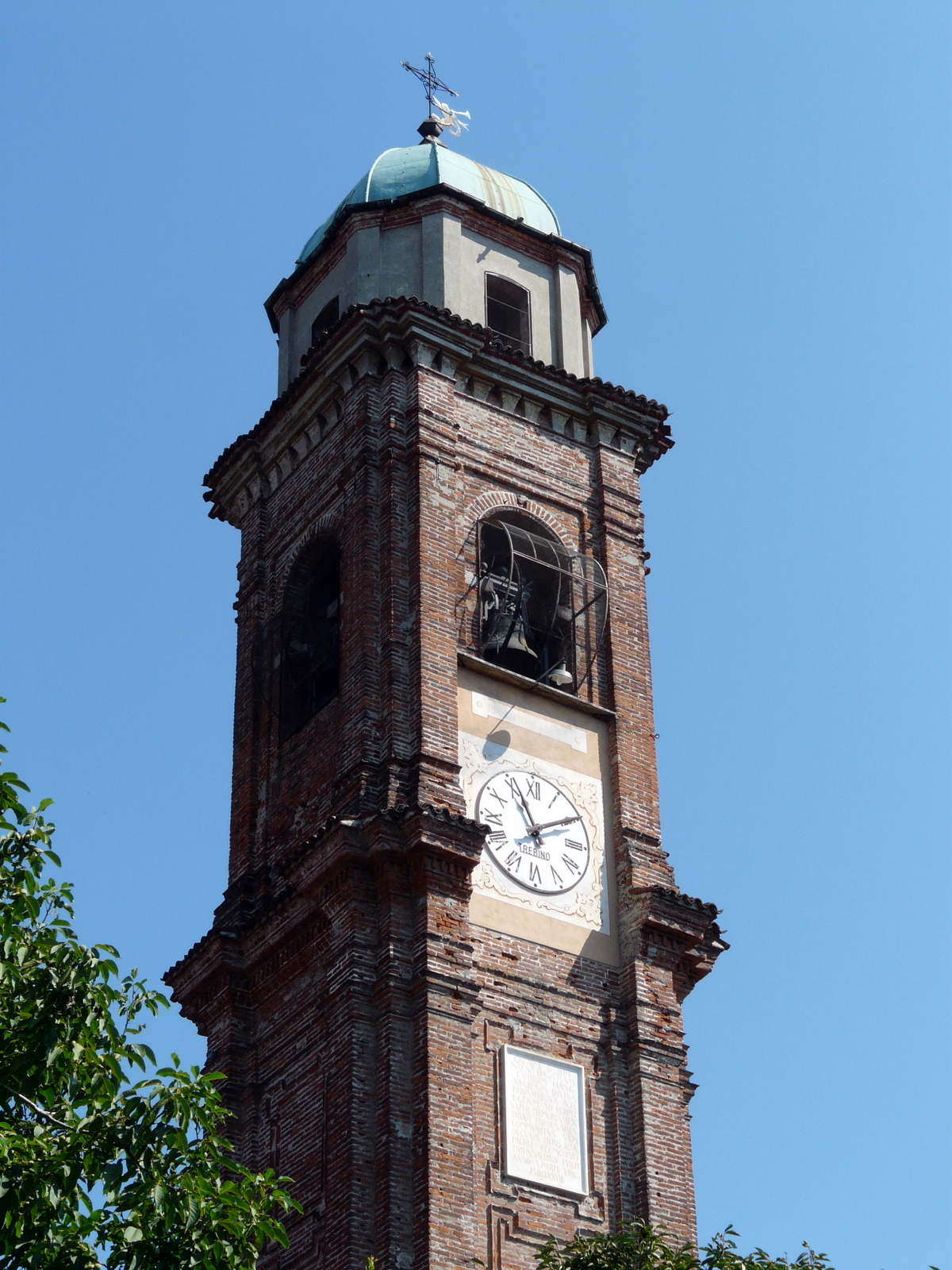
Campanar